# Sefhare
Sefhare é uma vila localizada no Distrito Central em Botswana. Possuía, em 2011, uma população estimada de 4 602 habitantes.